# Hearts of Iron
Hearts of Iron (укр. Залізні серця) — відеогра жанру глобальної стратегії, події якої відбуваються в часи Другої світової війни. Розроблена підрозділом шведської компанії Paradox Interactive — компанією Paradox Development Studio, та випущена Strategy First 2002 року для Microsoft Windows. Рік по тому відбувся випуск для macOS компанією Virtual Programming.

## Ігровий процес
Hearts of Iron продовжує серію глобальних стратегій від Paradox Interactive, початком якої стала гра Europa Universalis. Як і в EU, в HoI гравець може керувати будь-якою з існуючих у світі держав, але гра має інший часовий період — з 1936 по 1948 роки (спершу в грі були три сценарії, що починалися відповідно в 1936, 1939 і 1941 роках, а в пізніших версіях HoI є сценарій, що починається в 1944). Особливістю нової гри стало збільшення ролі військових дій, оскільки гра в першу чергу присвячена Другій світовій війні. Порівняно з Europa Universalis, істотно змінилися всі аспекти гри, додалося широке технологічне дерево, з'явились авіація та ядерна зброя.

## Продовження
У 2005 році вийшла наступна частина серії, Hearts of Iron II. До неї були розроблені два доповнення: Doomsday, Armageddon та Iron Cross.